# (2173) Maresjev
(2173) Maresjev es un asteroide perteneciente al cinturón de asteroides, descubierto el 22 de agosto de 1974 por la astrónoma ucraniana Liudmila Zhuravliova desde el Observatorio Astrofísico de Crimea (República de Crimea).

## Designación y nombre
Designado provisionalmente como 1974 QG1. Fue nombrado Maresjev en honor al veterano de guerra soviético Alekséi Marésiev.